# Widenmayerstraße 1

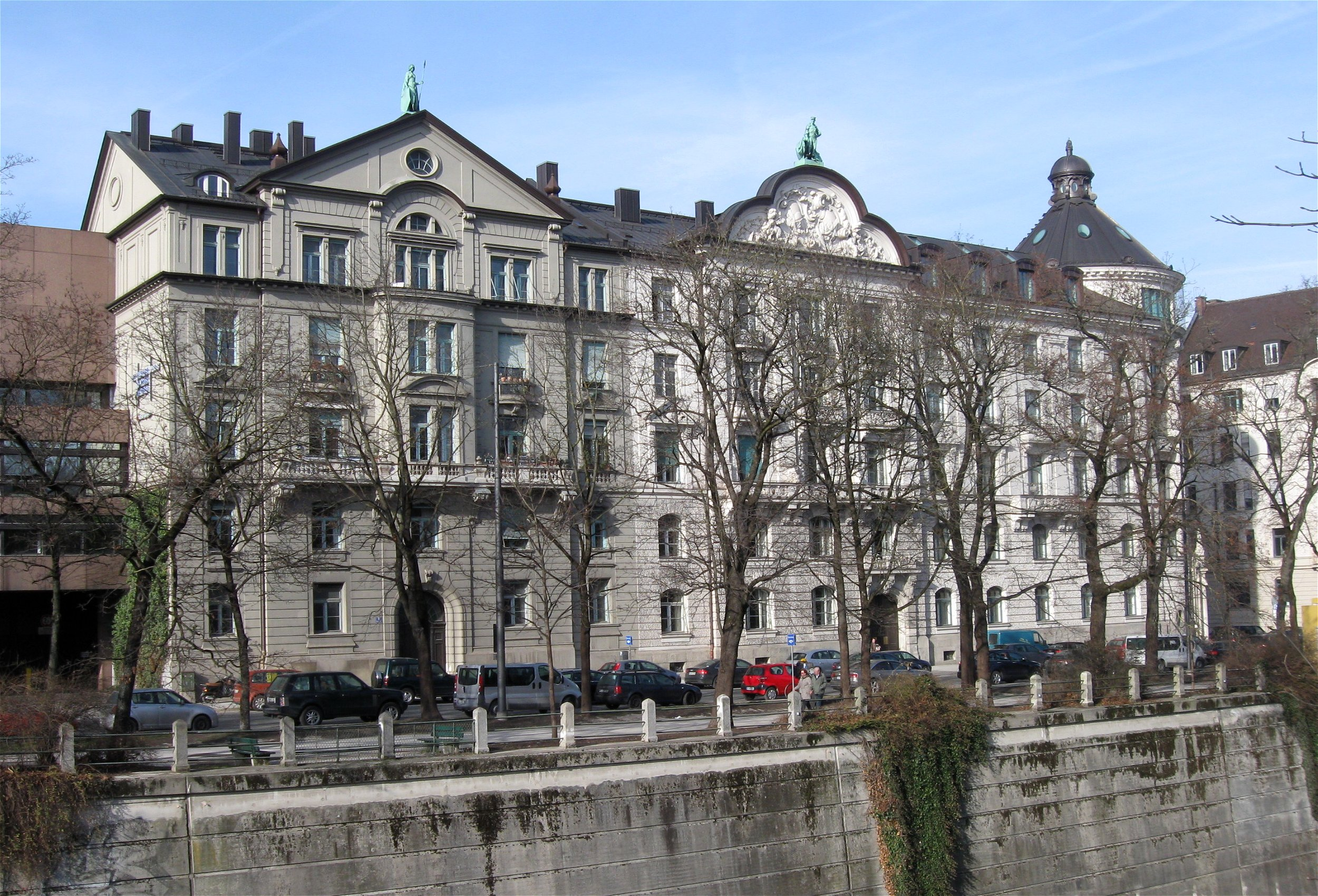
Widenmayerstraße 1 (li.) bis 3 (re.)

Das Gebäude Widenmayerstraße 1 ist ein Mietshaus in München. Es wurde in den 1890er-Jahren erbaut und ist als Baudenkmal in die Bayerische Denkmalliste eingetragen.

## Lage
Das Gebäude liegt am Beginn der Widenmayerstraße im Münchner Stadtteil Lehel am Isarkai. Es ist Bestandteil des denkmalgeschützten Ensembles Widenmayerstraße. Zusammen mit den ebenfalls denkmalgeschützten Nachbargebäuden Nr. 2 und Nr. 3 bildet es einen einheitlichen Baublock.

## Geschichte
Auf dem Grundstück nördlich der in den 1850er-Jahren errichteten Maximilianstraße zwischen Hofhammerschmiedbach und Isar lag die um 1630 errichtete Klarermühle, auch Hofsägmühle genannt. Sie stellte nach Einschätzung der Hofbeamten eine ästhetische Beeinträchtigung der neu errichteten Prachtstraße dar. Durch die Befestigung der Isarufer war auch die Anlieferung des durch die Isarflößerei angelieferten Bauholzes zu der Sägmühle erschwert. Dennoch ließ Josef Klarer erst nach langen Streitigkeiten die Mühle abreißen und 1893/94 durch eine herrschaftliche Wohnbebauung ersetzen.
Das Haus Widenmayerstraße 1 entstand gleichzeitig mit zwei heute nicht mehr bestehenden Nachbarbauten an der Maximilianstraße, an deren Stelle heute der Neubau der Versicherungskammer Bayern steht. Die Pläne entwarf der Architekt August Brüchle. Die Pläne umfassten auch das Nachbarhaus Widenmayerstraße 2, das jedoch zunächst nicht gebaut wurde. Für den Bau wurde der Hofhammerschmiedbach eingewölbt und die auf dessen Ostseite verlaufende Innere Isarstraße aufgegeben.
Im Zweiten Weltkrieg erhielt das Gebäude zwar selber keinen Bombentreffer, die Fassade wurde aber durch den Luftdruck äußerer Bombenexplosionen beschädigt. Die östliche Fluchtlinie des neu errichteten Verwaltungsbaus der Versicherungskammer Bayern wurde um fünf Meter zurückversetzt, wodurch ein entsprechendes Stück der Brandmauer des Hauses Widenmayerstraße 1 freigesetzt wurde. 1976/77 wurde diese Mauer in Anlehnung an die Ausführung der Straßenfassade gestaltet.

## Beschreibung
Das Gebäude ist fünfgeschossig und hat an der Widenmayerstraße eine Fassade mit fünf Fensterachsen. Durch horizontale Gesimse über dem ersten und dritten Obergeschoss sind die unteren Stockwerke paarweise zusammengefasst. Erdgeschoss und erstes Obergeschoss sind im Rustikastil gehalten.
Die drei mittleren Fensterachsen bilden einen Mittelrisalit, der von einem Dreiecksgiebel gekrönt ist. In der Mittelachse liegt eine Toreinfahrt mit Rundbogen. Im zweiten Obergeschoss erstreckt sich ein Balkon mit steinerner Balustrade quer über die drei mittleren Fensterachsen. Im zweiten und dritten Obergeschoss ist die Mittelachse durch einen Erker betont.
Auf dem Dreiecksgiebel des Mittelrisalits steht eine aus Kupferblech getriebene Frauenfigur mit Helm, Schild und Lanze. Hygin Kiene schuf diese Figur 1897 nach einem Modell von Bildhauer Anton Kaindl.